# Трансперенсі Інтернешнл

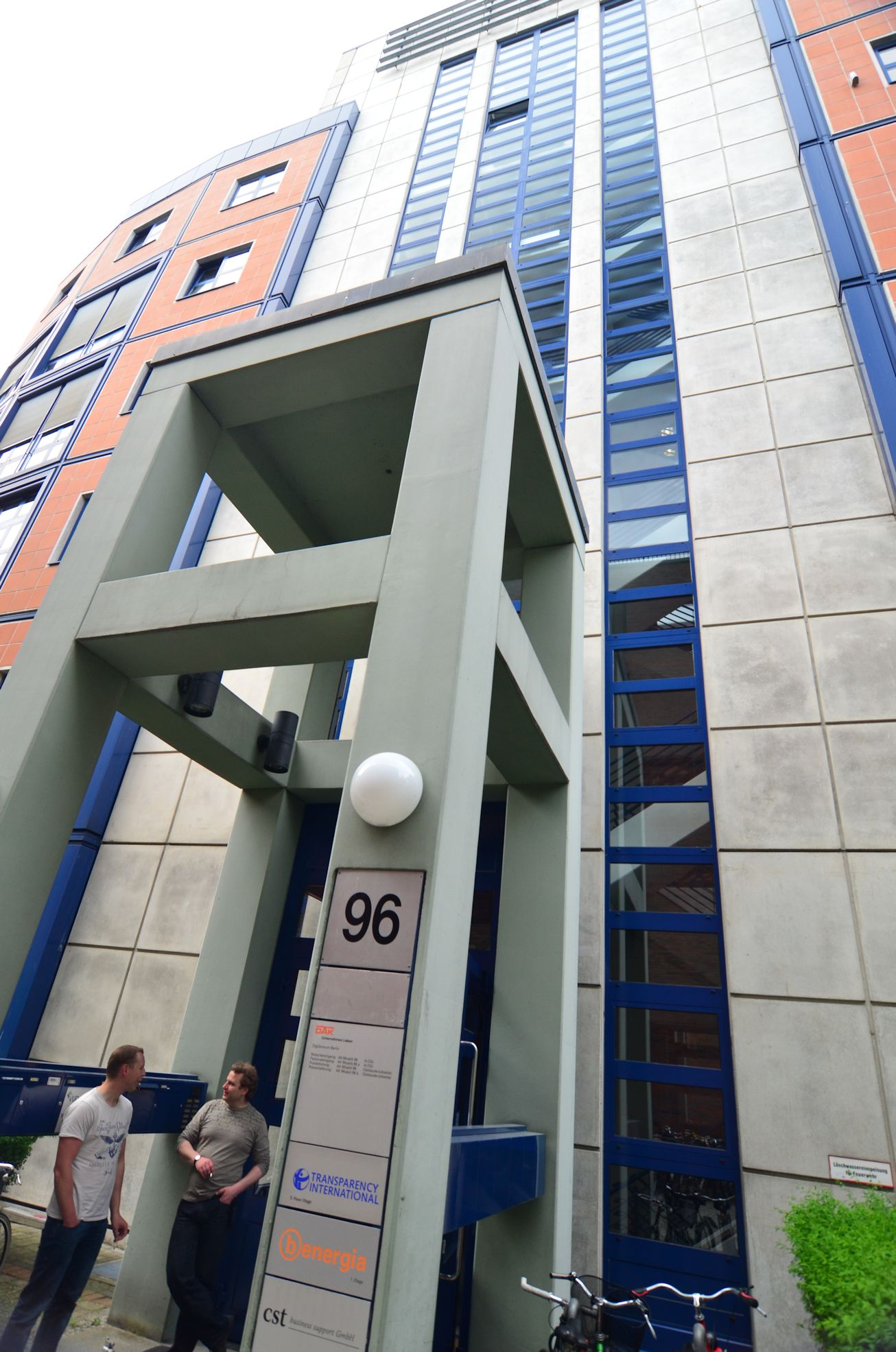

Transparency International (Трансперенсі Інтернешнл) — антикорупційна організація, заснована 1993 року в Берліні колишнім директором Світового банку Пітером Айґеном. Має представництво більш ніж у 110 країнах світу. Мета некомерційної ідеальної асоціації — боротьба з корупцією в усьому світі та запобігання злочинам, пов'язаним з корупцією. Організація найбільш відома Індексом сприйняття корупції та Глобальним корупційним барометром. Зараз головою правління ТІ є Делія Феррейра Рубіо.
Transparency International Ukraine отримала повну офіційну акредитацію як відділення Transparency International у жовтні 2014 році. Виконавчим директором Трансперенсі Інтернешнл Україна від 2019 року є Андрій Боровик. Transparency International Україна є учасницею коаліції Реанімаційний пакет реформ.
6 березня 2023 року Трансперенсі Інтернешнл була визнана «небажаною організацією» в Росії.

## Глобальна мережа
Організація заснована в 1993 році. Трансперенсі Інтернешнл бачить своєю метою побудову такого світу, в якому держава, бізнес, суспільство вільні від проявів корупції. Головний офіс (Секретаріат) глобальної антикорупційної мережі Transparency International знаходиться в Берліні (Німеччина). Мережа налічує понад 100 національних представництв.

### Керівництво
Головою Правління Трансперенсі Інтернешнл від 2017 року є Делія Феррейра Рубіо (Аргентина). Заступником голови є Рубен Ліфука (Замбія). До правління також обрані Нада Абдельсатер Абусамра (Ліван), Роберт Баррінгтон (Велика Британія), Ей Джей Браун (Австралія), Борис Дів'як (Боснія і Герцеговина), Карен Хуссманн (Німеччина), Самуель Кімеу (Кенія), Давид Ондрачка (Чехія), Уя Узарслан (Туреччина), Коль Преап (Камбоджа), Наталя Соебагджо (Індонезія).

### Дослідження

#### Індекс сприйняття корупції
Індекс сприйняття корупції (Corruption Perceptions Index, СРІ) — дослідження антикорупційної мережі Transparency International з 1995 року. CPI є найвідомішим показником корупції у всьому світі.
CPI 2019 року спирається на 13 джерел даних із 12 незалежних установ, які спеціалізуються на аналізі врядування та бізнес-клімату. Це складний індекс, комбінація з опитувань та оцінок рівня корупції. Джерела інформації, використані для CPI-2019, базуються на даних, опублікованих за останні два роки. CPI включає точку зору представників бізнесу, інвесторів, дослідників ринку і т. ін. Він показує точку зору приватного сектора та його сприйняття корупції в публічному секторі. Transparency International детально аналізує методологію кожного джерела даних, щоб забезпечити відповідність джерел стандартам якості Трансперенсі Інтернешнл.
Індекс є оцінкою від 0 (дуже високий рівень корупції) до 100 (вкрай низький рівень корупції) та вказує на рівень сприйняття корупції у державному секторі країни або території.
Україна здобула 32 бали зі 100 можливих у дослідженні Transparency International Індекс сприйняття корупції (CPI) за 2021 рік і посіла 122 місце (зі 180 країн).

#### Барометр світової корупції
Барометр світової корупції — щорічне соціологічне дослідження Transparency International, яке проводиться для знаходження індексу сприйняття корупції, думки громадян про те, які державні та суспільні інститути є найбільш корупційними, врахувати практичний досвід стикання з корупцією. Дослідження також враховує оцінку респондентами ефективності діяльності влади у питаннях протидії корупції. Дослідження проводиться кожного року з 2003-го року у більш ніж 60 країнах світу.

## Трансперенсі Інтернешнл Україна
Українське представництво глобальної антикорупційної мережі отримало акредитацію в 2014 році. У 2016 році головний офіс Трансперенсі Інтернешнл Україна запрацював у Києві.

### Місія та пріоритети
Місією Трансперенсі Інтернешнл Україна є знизити рівень корупції в Україні. Стратегічними пріоритетами організації на 2022—2024 роки є:
- ефективна та прозора система публічних закупівель
- дієва антикорупційна політика держави
- прозоре та підзвітне місцеве самоврядування
- ефективне управління публічним майном
- сильна та стійка організація

### Керівництво
З січня 2019 року виконавчим директором Трансперенсі Інтернешнл Україна є Андрій Боровик. Склад правління станом на грудень 2022 року: Олена Кіфенко (Голова Правління), Павло Шеремета (менеджер-економіст, засновник Києво-Могилянської бізнес-школи (KMBS), міністр економічного розвитку і торгівлі України у 2014 році), Меттью Стівенсон (професор права Гарвардської школи права) та виконавчий директор Центру лідерства УКУ, викладач Львівської бізнес-школи УКУ Андрій Рождественський.

### Напрямки діяльності
Організація концентрує свої зусилля на проведенні антикорупційної реформи в Україні. Практична діяльність спрямована на розбудову антикорупційної інфраструктури країни (слідчі органи, антикорупційний суд і т. д.), підвищення рівня прозорості державних процесів, максимальну доступність відкритих даних, мінімізацію людського фактору у відносинах громадянина та держави (через створення електронних інформаційних систем), підтримку викривачів корупції та проведення просвітницьких і мобілізаційних антикорупційних інформаційних кампаній.

###### Посилення антикорупційної інфраструктури України
Трансперенсі Інтернешнл Україна адвокатує створення цілісної антикорупційної інфраструктури в Україні. Організація лобіює створення Антикорупційного суду, відстоює незалежність Національного антикорупційного бюро України (НАБУ) та Спеціалізованої антикорупційної прокуратури (САП) від політики та інших державних структур, підтримує діяльність АРМА та виступає за перезапуск НАЗК.

###### Створення Антикорупційного суду
Організація підтримує створення Антикорупційного суду. При тому вважає, що підсудність суду має бути тотожною підслідності НАБУ та САП. Ключову роль у відборі суддів Антикорупційного суду, на думку експертів Трансперенсі Інтернешнл Україна, треба надати Громадській раді міжнародних експертів. Та має отримати право не допускати до конкурсу осіб із сумнівною репутацією. Громадську раду міжнародних експертів повинна формувати Вища кваліфікаційна комісія суддів з поміж кандидатів запропонованих донорами антикорупційної реформи.

###### Підтримка АРМА
Transparency International Україна підтримує становлення Національного агентства з питань виявлення, розшуку та управління активами, одержаними від корупційних та інших злочинів (АРМА). Організація допомагає втілювати комунікаційну стратегію АРМА, бере участь у незалежному громадському контролі діяльності АРМА. Представники ТІ України співпрацюють з АРМА в питаннях вдосконалення нормативно-правових актів.

###### Перезапуск НАЗК
Трансперенсі Інтернешнл Україна вважає, що нинішній склад Національного агентства з питань запобігання корупції некомпетентним та дискредитованим і тому виступає за перезапуск НАЗК. Причиною для такої позиції є корупційний скандал в агентстві, який став відомим завдяки публічній позиції викривачів.

###### Гарантування незалежності НАБУ та САП
Трансперенсі Інтернешнл Україна виступає за незалежність НАБУ та САП відповідно до законодавства. Організація активно та успішно протидіяла спробам провладних фракцій підпорядкувати собі очільників антикорупційних правоохоронних органів наприкінці 2017 року.

#### Діджиталізація державної політики
Організація у співпраці з Урядом та бізнесом створила декілька електронних інформаційних систем, які мінімізували людський фактор та суттєво підвищили рівень прозорості і підзвітності в окремих сферах. Так, Трансперенсі Інтернешнл Україна була ключовим партнером держави при запуску реформи публічних закупівель (система ProZorro), державних продажів (система Прозорро.Продажі), медичної реформи (система eHealth).

##### Реформа публічних закупівель
Transparency International Україна була адміністратором системи Prozorro на початковому етапі реформи державних закупівель. Після ухвалення закону «Про публічні закупівлі» (2015) інформаційна система була передана на баланс держави (2016) і новим адміністратором стало держпідприємство «Прозорро» (колишнє «Зовнішторгвидав»). Після передачі ProZorro державі Трансперенсі зосередилася на моніторингу публічних закупівель в системі. Для цього був створений портал DOZORRO.

##### Реформа державних продажів
Досвід ProZorro був перенесений Transparency International Україна на сферу державних продажів. В 2016 стартував пілотний проєкт з Фондом гарантування вкладів фізичних осіб. Через нову систему ProZorro.Продажі почали реалізовувати активи та майно збанкрутілих банків. Пізніше проєкт охопив комунальне майно, майно державних підприємств. У 2017 році був ухвалений закон, який дозволяє проводити через ProZorro.Продажі малу приватизацію. У 2018 році Transparency передасть систему державі, яка створить для адміністрування системи держпідприємство.

##### Створення системи eHealth
Transparency International Україна спільно з Міністерством охорони здоров'я почало розробку медичної інформаційної системи eHealth (2016). Її мінімальний життєздатний продукт почав роботу в 2017 році. У 2018 році ТІ Україна передала його Міністерству, далі систему буде розвивати відповідне державне підприємство.

#### Посилення прозорості влади
Transparency International Україна виступає за максимальну прозорість процесів у сфері державного управління та підзвітність.

##### Проєкт «Прозорі міста»
В рамках проєкту «Розбудова прозорості» Трансперенсі Інтернешнл Україна укладає рейтинг прозорості 100 найбільших міст України. Організація розробила власну методологію на основі методології Transparency International Slovensko, яка включає оцінку прозорості закупівель органів місцевого самоврядування, доступності інформації для громадян та реагування влади.

#### Управління публічним майном
З 2020 року Трансперенсі Інтернешнл Україна втілює проєкт, спрямований на розбудову екосистеми ефективного управління державним і комунальним майном. Частиною цього проєкту є розробка і адвокація законодавчих ініціатив, покликаних спростити процедури приватизації та оренди державного і комунального майна, встановити механізми контролю громадськості за цими процедурами, провести реформу обліку публічної власності. Під час повномасштабного вторгнення російських військ в України проєкт також займається відстеженням процесів націоналізації майна держави-агресора та її резидентів в Україні, а також релокації бізнесу та пільгової оренди державного і комунального майна.

#### Боротьба з корупцією в оборонній сфері
Спільно з британським підрозділом Transparency International Трансперенсі Інтернешнл Україна реалізує проєкт НАКО — Національний антикорупційний комітет з питань оборони. Комітет проводить дослідження в оборонній сфері, які мають корупційні ризики. Зокрема, технічна допомога ЗСУ з боку західних партнерів, нелегальна торгівля з окупованими територіями, питання надання статусу учасника бойових дій. Одним з пріоритетів НАКО є перегляд рівня секретності в окремих оборонних закупівлях.

#### Моніторинг розслідування злочинів Януковича
Трансперенсі Інтернешнл Україна стежить за перебігом розслідувань злочинів команди колишнього президента Віктора Януковича. Організація стежить за перебігом конфіскації коштів Януковича. ТІ Україна виступає за відкритість інформації щодо цього процесу. Організація подала позов до ГПУ з вимогою оприлюднити засекречене рішення Краматорського суду, який конфіскував 1,5 млрд дол., які приписують Януковичу.

#### Підтримка викривачів корупції
Трансперенсі Інтернешнл Україна надає методичну, інформаційну, а іноді юридичну підтримку викривачам корупції. Організація збирає повідомлення про факти корупції через спеціально створений портал. Трансперенсі підтримувала суддю-викривача з Полтави Ларису Гольник та викривачів з НАЗК, в тому числі Ганну Соломатіну.

#### Інформаційні кампанії
Організація традиційно проводить масштабні інформаційні антикорупційні кампанії: «Я не даю (2017)», «Корупція має бути помічена» (2016), «Вони б не мовчали» (2015), «Корупція вбиває» (2014).

### Фінансування
Головним джерелом фінансування Трансперенсі Інтернешнл Україна є грантові кошти. Так, у 2017 році організація отримала понад 60 млн грн від донорських організацій. Серед головних донорів Трансперенсі Інтернешнл Україна в 2017 році були: Deutsche Gesellschaft für Internationale Zusammenarbeit (GIZ) GmbH; Європейська комісія; Omidyar Network Fund, Inc.; Western NIS Enterprise Fund; британське відділення Transparency International, UK; Посольство Королівства Нідерландів; Фонд демократії ООН; Представництво ООН в Україні; Eurasia Foundation; Pact, Inc; The Construction Sector Transparency Initiative; міжнародний фонд «Відродження», Посольство Великої Британії, Посольство Чехії. Також внесок у бюджет українського представництва ТІ роблять українські комерційні організації та фізичні особи, які у 2017 році підтримали організацію на суму понад 4 млн грн.
Згідно зі звітом організації за 2018 рік, Трансперенсі Інтернешнл Україна отримала на реалізацію проектів 83 082 566 грн. Зокрема організацію фінансували European Bank for Reconstruction and Development, Deutsche Gesellschaft für Internationale Zusammenarbeit (GIZ) GmbH, European Commission, Eurasia Foundation, Міністерство закордонних справ Данії, Transparency International UK, Western NIS Enterprise Fund, The Construction Sector Transparency Initiative, Менеджмент Сістемс Інтернешнл, Pact, Inc., Українські комерційні організації, Кімонікс Інтернешнл Інк., The United Nations Democracy Fund, Fund for the City of New York (Open Contracting Partnership), Представництво ООН в Україні, МФ Відродження, Посольство Королівства Нідерландів, Міжнародні конкурси, Pasos Transparency International e.V. (Secretariat), Центр демократії та верховенства права, Norwegian School of Economics, Transparency International EU та ін.